# Hymeniacidon informis
Hymeniacidon informis är en svampdjursart som först beskrevs av Burton 1930.  Hymeniacidon informis ingår i släktet Hymeniacidon och familjen Halichondriidae.
Artens utbredningsområde är Norge. Inga underarter finns listade i Catalogue of Life.